# John Furey
Pour les articles homonymes, voir Furey.
John Furey est un acteur américain né le 13 avril 1951 aux États-Unis.

## Biographie
Il est principalement connue pour le rôle de Paul dans Vendredi 13 : Le Tueur du vendredi. Il a ensuite tourné dans de nombreuses séries télévisées.

## Filmographie

### Cinéma
- 1980 : Island Claws : Chuck
- 1981 : Le Tueur du vendredi : Paul Holt
- 1982 : Meurtres en trois dimensions : Paul Holt (scènes finales du précédent volet)
- 1989 : Mutant on the Bounty : Dag
- 1995 : The Skateboard Kid II : Raymond Curtis
- 1996 : The Wolves : Connors
- 1998 - Black Thunder : Moore
- 1998 : Land of the Free : Agent Luckenbill
- 2003 : Galindez : Norman Radcliff
- 2003 : Alien Tracker
- 2006 : Scarlet Moon : Jesus Christ

### Télévision
- 1976 : The Blue Knight (série télévisée) (1 épisode) : Un invité de la fête
- 1977 : Huit, ça suffit (série télévisée) (1 épisode) : Un joueur de poker
- 1977 : Just a Little Inconvenience (Téléfilm)
- 1977 : Rafferty (série télévisée) (1 épisode)
- 1978 : Emergency! (série télévisée) (1 épisode) : Charlie
- 1978 : L'Âge de cristal (série télévisée) (1 épisode) : Phillip
- 1978 : Chips (série télévisée) (1 épisode) : Sonny
- 1980 : La Famille des collines (série télévisée) (1 épisode) : Stewart
- 1980 : Lou Grant (série télévisée) (1 épisode) : Geoffrey McAdams
- 1983 : Cheers (série télévisée) (1 épisode) : Larry
- 1983 : The Renegades (série télévisée) (1 épisode) : Harold Primus
- 1983 : Bay City Blues (série télévisée) (3 épisodes)
- 1984 : Les Enquêtes de Remington Steele (série télévisée) (1 épisode) : Walter Muller
- 1985 : Arabesque (série télévisée) (1 épisode) : Larry King
- 1985 : Brothers (série télévisée) (1 épisode) : Winston March III
- 1986 : Hooker (série télévisée) (1 épisode) : Charles A. Rolph
- 1986 : The Paper Chase (série télévisée) (1 épisode) : Ted
- 1986 : Adam's Apple (Téléfilm) : Jeff Chapman
- 1987 : Femmes d'affaires et dames de cœur (série télévisée) (1 épisode) : Trevor
- 1987 : La loi de Los Angeles (série télévisée) (1 épisode) : Mr. Lewis
- 1988 : Flic à tout faire (série télévisée) (1 épisode)
- 1988 : Madame est servie (série télévisée) (1 épisode) : Juge Matthew Hamilton
- 1990 : La Loi est la loi (série télévisée) (1 épisode) : Ned Redding
- 1990 : Le père Dowling (série télévisée) (1 épisode) : Mark Tannen
- 1990 : Pas de faire-part pour Max (série télévisée) (1 épisode) : Dane Chalmers
- 1990 : Guess Who's Coming for Christmas? (Téléfilm) : Michael
- 1991 : Matlock (série télévisée) (1 épisode) : Matt Grayson
- 1996 : Mitch Buchannon (série télévisée) (1 épisode) : Reth Collins
- 1996 : Cœur de vengeance (Téléfilm) : Detective Wright
- 1996 : Urgences (série télévisée) (1 épisode) : Jason Lucas
- 1996 : Women: Stories of Passion (série télévisée) (1 épisode) : John
- 1997 : Beyond Relief: Fact or Fiction (série télévisée) (segment "Justice is Served")
- 1998 : Pensacola (série télévisée) (1 épisode) : Professeur Albert Kerwood
- 1998 : La Force du destin (série télévisée) (10 épisodes) : Lee Hawkins
- 1998 : New York Police Blues (série télévisée) (1 épisode) : Dave Houston
- 2000 : Walker, Texas Ranger (série télévisée) (1 épisode) : Dennis Franklin
- 2000 : Associées pour la loi (série télévisée) (1 épisode)
- 2000 : Le caméléon (série télévisée) (1 épisode) : Ted Wright
- 2000 : Invasion planète Terre (série télévisée) (1 épisode) : Lt. Roberts
- 2001 : Attirance fatale- Qui a tué Anne-Marie F.? (Téléfilm) : Louis Capano
- 2001 : SOS Vol 534 (Téléfilm) : Detective Kevin Muldoon
- 2001-2005 : Queer as Folk (série télévisée) (4 épisodes) : Craig Taylor
- 2002 : A Killing Spring (Téléfilm) : Reed Gallagher
- 2002 : Tracker (série télévisée) (2 épisodes) : Dr Ross Connelly
- 2003 : J.A.G. (série télévisée) (1 épisode) : Cmdr Sachs
- 2003 : Blue Murder (série télévisée) (1 épisode) : Brent Crowley
- 2003 : New York section criminelle (série télévisée) (1 épisode) : Michael Koehler
- 2004 : Le Protecteur (série télévisée) (1 épisode) : Brent Ford
- 2005 : Amy (série télévisée) (1 épisode) : George St. Clair
- 2005 : Les Experts (série télévisée) (1 épisode) : Gabe Miller
- 2006 : A Little Thing Called Murder (Téléfilm) : Lt. Harold Evans
- 2006 : 11 Septembre- Le détournement du vol 93 (Téléfilm)
- 2006 : Monk (série télévisée) (1 épisode) : Dennis
- 2006 : La conviction de ma fille (Téléfilm) : Detective Gibson
- 2008 : As the World Turns (série télévisée) (1 épisode) : Mayor
- 2011 : Mentalist (série télévisée) (1 épisode)
- 2011 : Des jours et des vies (série télévisée) (8 épisodes) : Rob
- 2012 : La loi selon Harry (série télévisée) (1 épisode) : Docteur
- 2012-2013 : Switched (série télévisée) (1 épisode) : Sgt. Breims
- 2013 : Enlightened (série télévisée) (1 épisode) : Howell